# ギルドホール・アート・ギャラリー
ギルドホール・アート・ギャラリー (Guildhall Art Gallery) は、イギリスのロンドンにある美術館である。シティ・オブ・ロンドンの管理。

## 沿革
1886 年にシティ・オブ・ロンドンのコレクションを公開するために開館。しかし1941年、第二次世界大戦（ザ・ブリッツ）の影響で建物が破壊されてしまう。大半の作品は残ったが、160以上の絵画やデッサン、20の彫刻が失われてしまった。その後シティ・オブ・ロンドンは臨時で展覧会を開くなどしてきたが、1988年に再建が決定された。建設途中の1987年、建物の下からローマ時代のアンフィテアトルムが発見され、建築計画の見直しがされた後に1999年に再び開館した。

## コレクション
1660年から集められてきた4000点以上の絵画、デッサン、彫刻作品を収蔵しており、常時展示されているのは250点程である。16世紀以降の歴代の王族や市長達の肖像画、17世紀から現在に至るロンドンの風景画、ラファエル前派のコレクションが充実している。

## 参照
1. ↑  http://www.guildhallartgallery.cityoflondon.gov.uk/GAG/AboutUs/AboutTheGallery.htm